# Zunder

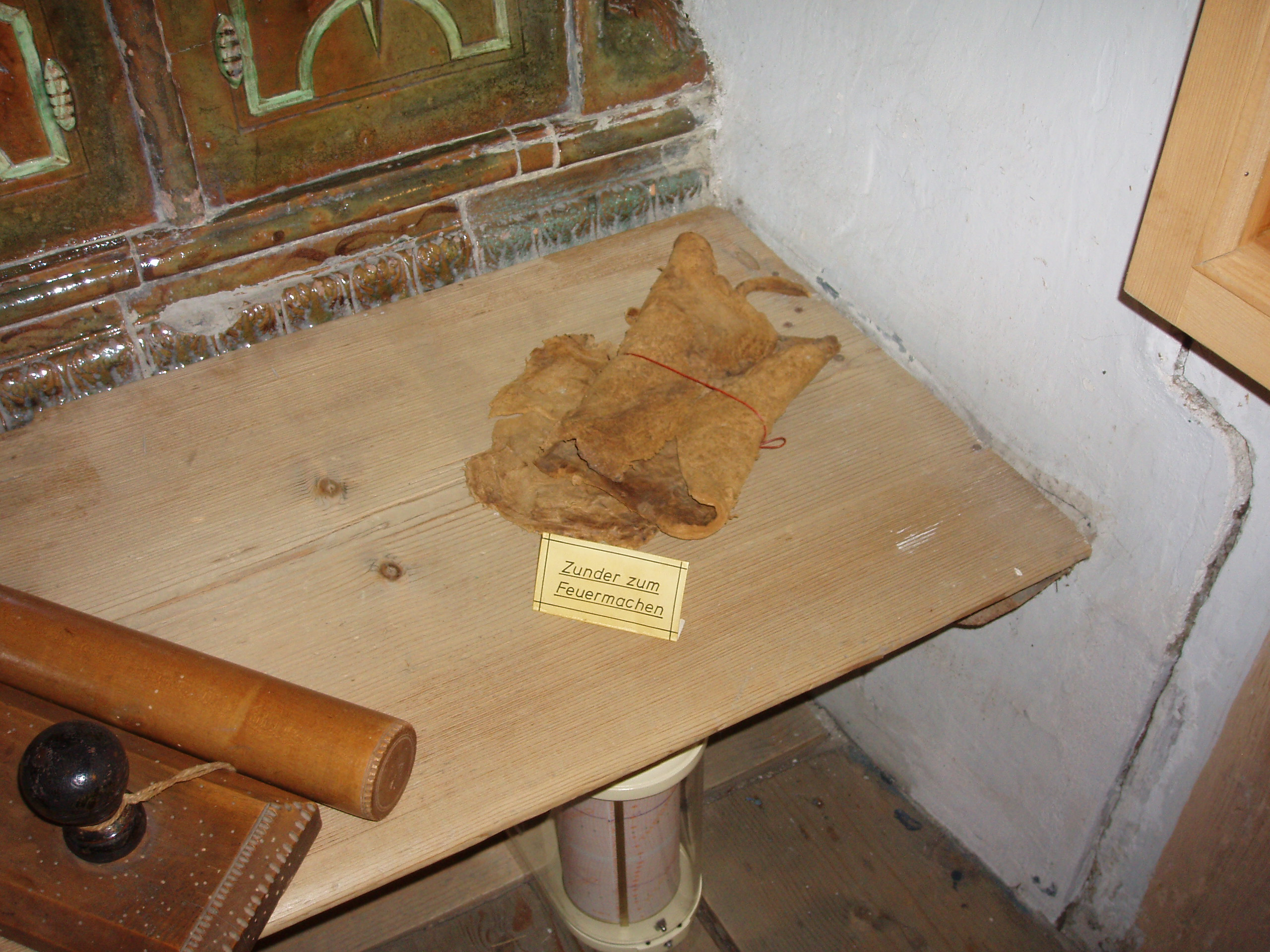
Zunder

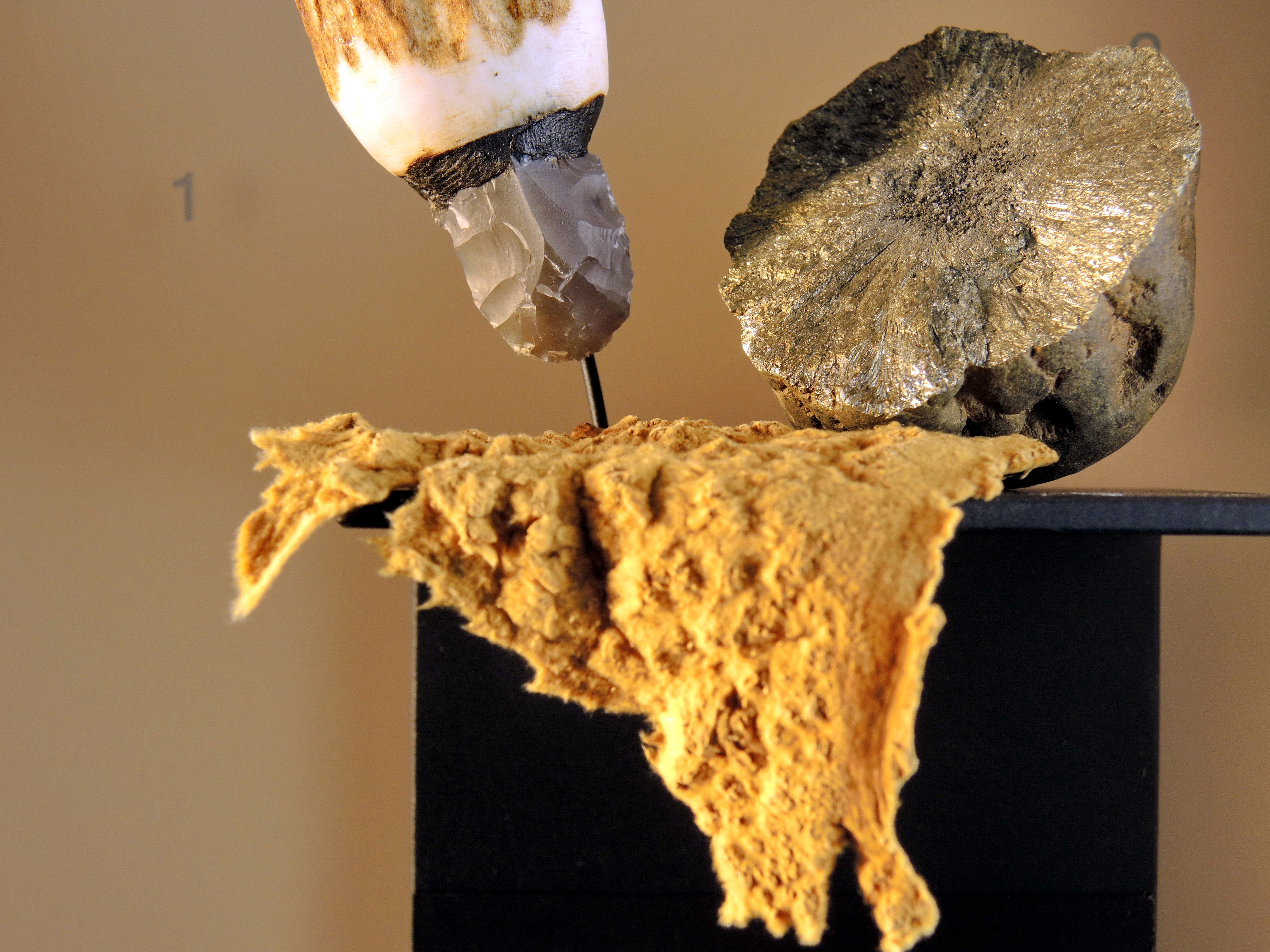
Feuerschlegel mit Schwefelkies und Zunder aus Rettungsgrabung Parkhaus Opéra beim Kleinen Hafner in Zürich, moderne Rekonstruktion

Zunder (auch Zundel) bezeichnet ein sehr leicht brennbares Material, das zur Aufnahme der Funken zum Entzünden von Feuer dient.
Im Grimmschen Wörterbuch heißt es, Zunder sei „… eine lockere, pulverige masse aus pflanzlichen stoffen, welche durch den am stein geschlagenen funken zum glimmen gebracht wird. Seit alter zeit wird dieser zunder aus gewissen baumschwämmen, polyporus, siehe zundelschwamm, zunderschwamm durch kochen in lauge, dann auch aus verkohlter leinwand hergestellt. noch älter aber, und bis heute bei einfachen völkern üblich, ist dafür die verwendung von mulmigem holze …“
Zur Aufbewahrung des Zunders verwendete man eine Zunderbüchse oder ein entsprechendes Kästchen. Darin befand sich häufig neben dem Zundermaterial ein Feuerstein und ein Stein- (Pyrit) oder Stahlstück zum Funkenschlagen.

## Materialien
- Ein seit mindestens dem Neolithikum verwendeter Zunder ist der Feuerschwamm.
- Stoffreste aus Leinen oder Baumwolle wurden verkohlt (Pyrolyse) und als Zunder verwendet. Im Englischen heißt diese Art von Zunder char cloth oder charred cloth, im Deutschen spricht man von Leinwandzunder. Dieser Leinwandzunder wurde früher in den meisten Haushalten verwendet, da er Funken sehr gut annimmt und aus Stoffabfällen leicht herzustellen war.
- Beispiele aus der Ethnologie sind Flugsamen von Disteln und Löwenzahn, trockenes zerriebenes Laub, Flechten, Heu, Sporen des Bärlapp, mehlige Fasern zerfallenden Holzes und die Dornige Bibernelle.